# Ladislau Herman
Ladislau Herman —Wodzisław Herman (polonès)— (1040-1102) fou duc de Polònia com a Ladislau I, era fill de Casimir I i germà de Boleslau l'Atrevit, el seu predecessor.
Ladislau Herman prenia el poder el 1079, després que el seu germà Boleslau l'Atrevit era forçat a exiliar-se, amb el suport de l'emperador Enric IV en un intent de restaurar la pau.
Ladislau Herman es casaria primer amb Judit de Bohèmia i després amb Judit de Suàbia,
Va tenir un fill il·legítim, Zbigniew de Polònia (1070-1112). Més tard, amb Judit de Bohèmia tenia un fill, Boleslau III (1085-1138). Ladislau I Herman va repartir el govern del territori entre Bolesław, que va rebre Petita Polònia, Silèsia, Lubusz i probablement Sandomierz i Lublin i Zbigniew que va rebre Gran Polònia (amb Gniezno), Cuiàvia, Łęczyca i Siradia, mentre ell es quedava Masovia i les principals ciutats com Wrocław, Kraków i Sandomierz. A la mort de Ladislau I Herman el 1102, es van crear dos estats independents que van lluitar per la supremacia fins que Zbigniew fou desterrat el 1107 per Ladislau que es convertia en únic governant.
Amb Judit de Suàbia, filla de l'emperador Enric III, Ladislau tenia una filla, Agnès de Gandersheim, que fou abadessa.